# سیبدون کاروود
سیبدون کاروود (به انگلیسی: Sibdon Carwood) یک روستا و محله مدنی در بریتانیا است که در Shropshire واقع شده‌است. سیبدون کاروود ۸۲ نفر جمعیت دارد.